# Hrabstwo Delta (Kolorado)

Piramida wieku hrabstwa

Hrabstwo Delta (ang. Delta County) – hrabstwo w stanie Kolorado w Stanach Zjednoczonych. Hrabstwo zajmuje powierzchnię 2974,65 km². Według szacunków United States Census Bureau w roku 2006 liczyło 30 401 mieszkańców. Siedzibą administracyjną hrabstwa jest Delta.

## Miasta
- Cedaredge
- Crawford
- Delta
- Hotchkiss
- Orchard City
- Paonia